# Aleksandar Boschkow
Aleksandar Dimow Boschkow (auch Alexandar Dimov Bozhkov geschrieben, wiss. Transliteration Aleksandär Božkov; bulgarisch Александър Димов Божков; * 9. August 1951 in Sofia, Bulgarien; † 23. August 2009 ebenda) war ein bulgarischer Politiker, Ökonom und Journalist. Er leitete die Privatisierung der bulgarischen Wirtschaft, bzw. ihre Neuorientierung von sozialistischer Planwirtschaft zur Marktwirtschaft ein, wofür er noch heute von den bulgarischen Kommunisten und Sozialisten als widersprüchlichster Politiker des bulgarischen Wandels von Kommunismus zur Demokratie bezeichnet wird.
Nach dem Besuch eines US-amerikanischen College in Bagdad (Irak) studierte er bis 1974 Maschinenbau an der Technischen Universität Sofia. Er war bis 1993 im Bereich der Stadtplanung tätig.
1992/93 war er Aufsichtsratsvorsitzender der Privatisierungsagentur. Von 1994 bis 1997 gehörte er als Abgeordneter der konservativen Partei Union der demokratischen Kräften dem bulgarischen Parlament an. Von 1997 bis 1999 war er Wirtschaftsminister und Stellvertreter der Ministerpräsidenten Stefan Sofijanski und Iwan Kostow, sowie bis 2000 bulgarischer Verhandlungsführer für die EU-Beitrittsgespräche.
2000 gründete er das Zentrum für wirtschaftliche Entwicklung, dessen Leiter er auch war. Daneben war Boschkow als Rundfunkmoderator beim Radiosender Darik Radio tätig. Eine 2004 verhängte dreijährige Bewährungsstrafe wegen angeblicher Bereicherung in einem Privatisierungsfall wurde nach einem Revisionsverfahren aufgehoben. Zuletzt litt er an Krebs.